# Erich Blunck
Erich Blunck (* 18. April 1872 in Heide (Holstein); † 14. September 1950 in Berlin) war ein deutscher Architekt, Denkmalpfleger und Hochschullehrer.

## Ausbildung und Wirken
Erich Blunck wuchs als Sohn des Architekten und Maurermeisters Carl Heinrich Friedrich Blunck (1847–1874) und dessen Frau Anna Christina Blunck, geb. Egge in Lübeck auf. Er besuchte den Realgymnasium-Zweig am Katharineum zu Lübeck bis zum Abitur Ostern 1891 und studierte – nach erfolgreichem Abschluss einer Maurerlehre – bis 1895 Architektur an der Technischen Hochschule Charlottenburg.
Während einer ersten Tätigkeit als Baumeister in der Berliner Stadtverwaltung soll ihn 1896 die Mitarbeit am Bau des Berliner Land- und Amtsgerichts unter dem Baurat Otto Schmalz besonders geprägt haben. Im Jahr 1899 folgten ausgedehnte Studienreisen nach Italien und Spanien, ehe Blunck Anfang 1900 in den preußischen Staatsdienst eintrat, zunächst 1900–1901 in das Ministerium der öffentlichen Arbeiten und anschließend bis 1919 in das Kultusministerium. 1904 wurde er zum königlichen Landbauinspektor und 1907 zum Regierungsrat ernannt.
Ab Sommer 1907 war Blunck „Dozent für Praktische Denkmalpflege“ an der Königlichen Technischen Hochschule zu Berlin-Charlottenburg und damit der erste Lehrbeauftragte für Denkmalpflege in Deutschland. Im Anschluss wirkte er 1916 bis zu seiner ersten  Emeritierung am 30. September 1937 als ordentlicher Professor (Nachfolger von Karl Caesar) für Entwerfen von Hochbauten, Hochbaukunde sowie Denkmalpflege in der Abteilung I für Architektur an der Königlichen Technischen Hochschule (ab 1919 Technische Hochschule) zu Berlin. Weiterhin hielt er nach seiner Emeritierung bis 1945 Vorlesungen über Entwerfen von Hochbauten, Hochbaukunde und Denkmalpflege. Schließlich war Blunck noch einmal vom 1. September 1947 bis zum 14. September 1950 Ordinarius für Entwerfen von Hochbauten und Baugeschichte am gleichnamigen Lehrstuhl der Fakultät II für Architektur (ab 1950 Fakultät III) an der Technischen Universität Berlin. 1922/1923 war Blunck Rektor und 1923–1925 Prorektor der Hochschule sowie 1928–1933 Dekan der Fakultät II für Bauwesen (Abt. Architektur und Abt. für Bauingenieurwesen).
Neben seiner Hochschultätigkeit war Erich Bluck auch ein führender Vertreter der staatlichen Denkmalpflege. 1907 wurde er Stellvertreter des Konservators der Kunstdenkmäler. Ab 1919 bis 1944 war er Provinzial-Konservator für die Mark Brandenburg.
Neben seiner Tätigkeit als Baubeamter, Hochschullehrer und Denkmalpfleger war Erich Blunck auch als entwerfender Architekt tätig. Zeitweise wurde er von der staatlichen Bauverwaltung auch zur Entwurfsberatung und -verbesserung eingesetzt, so beispielsweise 1911 und 1915 (zusammen mit Wilhelm Freiherr von Tettau) beim Wiederaufbauten nach Stadtbränden in Duderstadt. Blunck als Architekt war ein wichtiger Vertreter der Heimatschutzarchitektur. Allein zehn seiner Berliner Bauten (Kirchen, Friedhofs-, Büro- und Wohnbauten) stehen unter Denkmalschutz.

## Mitgliedschaften und Nebentätigkeiten
Erich Blunck war von 1920 bis 1945 Mitglied der Preußischen Akademie der Künste (ab 1937 inaktiv) und ab 1922 Mitglied der Akademie des Bauwesens.
Er war ab 1924 Herausgeber der renommierten Architekturfachzeitschrift Deutschen Bauzeitung. 
1928 gehörte er zu den Mitgründern der konservativen Architektengruppe Der Block.

## Ehrungen
- 1908: Rote Kreuz-Medaille 3. Klasse[3]
- 1910: Roter-Adler-Orden 4. Klasse[3]
- 1931: Honorarprofessur an der Landwirtschaftlichen Hochschule zu Berlin[3]
- 1939: Ehrensenator der Technischen Hochschule Berlin[3]Grab von Erich Blunck und seiner Frau, Friedhof Steglitz

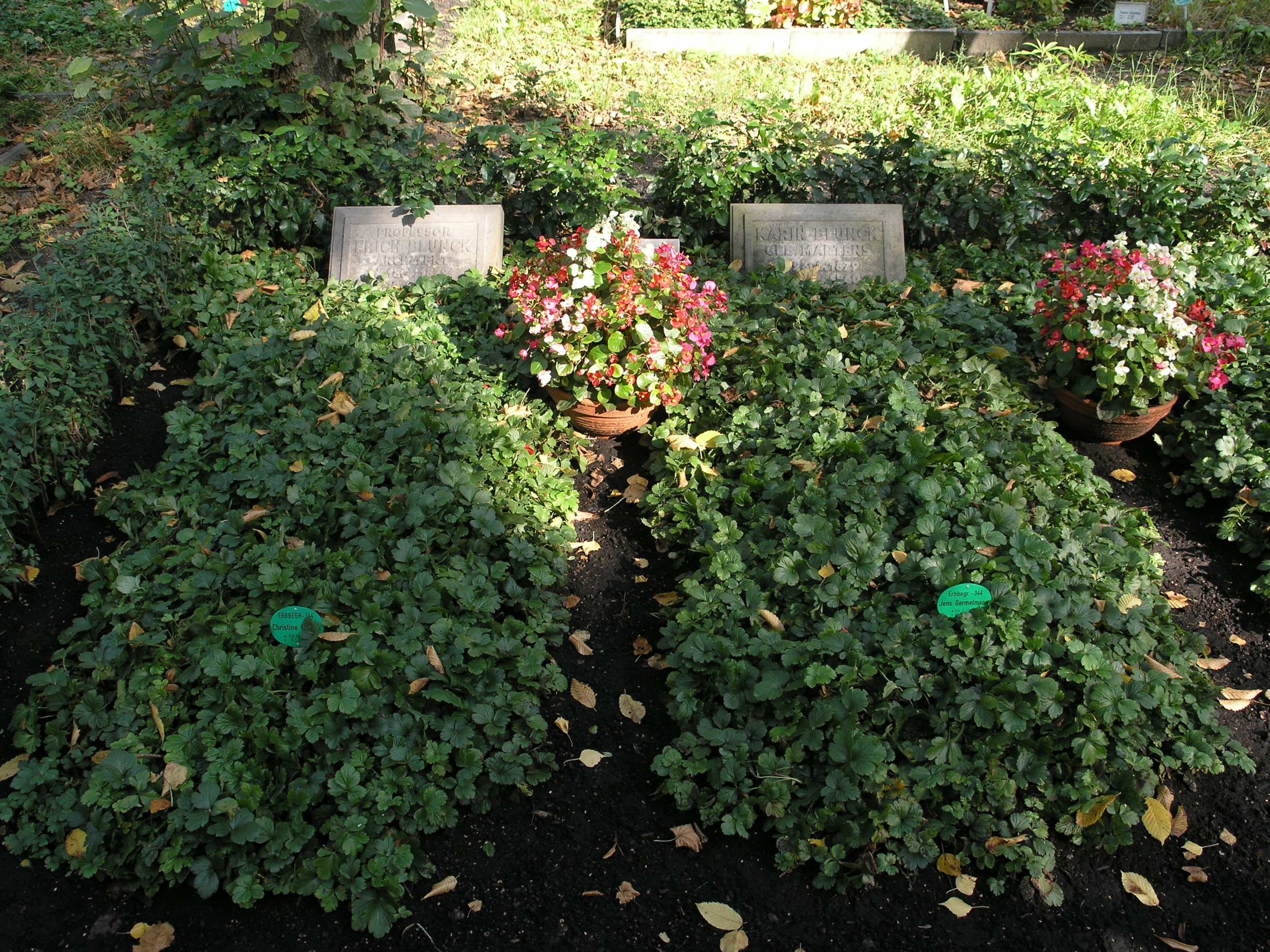
Grab von Erich Blunck und seiner Frau, Friedhof Steglitz

- 18. Januar 1950: Ehrensenator der Technischen Universität Berlin[3]

Nach ihm ist die Blunckstraße in Berlin-Wittenau benannt.

## Privates
Erich Blunck und seine Frau Karin, geb. Martens (1879–1960), mit der er seit 1900 verheiratet war und fünf Söhne und drei Töchter hatte, sind auf dem Friedhof Steglitz beigesetzt. Er sollte nicht verwechselt werden mit seinem Bruder, Stadtbaudirektor Richard Blunck (* 8. August 1873 in Heide; † 26. Februar 1948 in Berlin), der auf demselben Friedhof begraben ist.

## Werk (Auswahl)

### Bauten und Entwürfe
Zahlreiche Entwürfe (über 500 Zeichnungen und Lichtpausen) von Erich Blunck befinden sich in der Sammlung des Architekturmuseums der Technischen Universität Berlin und sind zum Teil digitalisiert zugänglich.

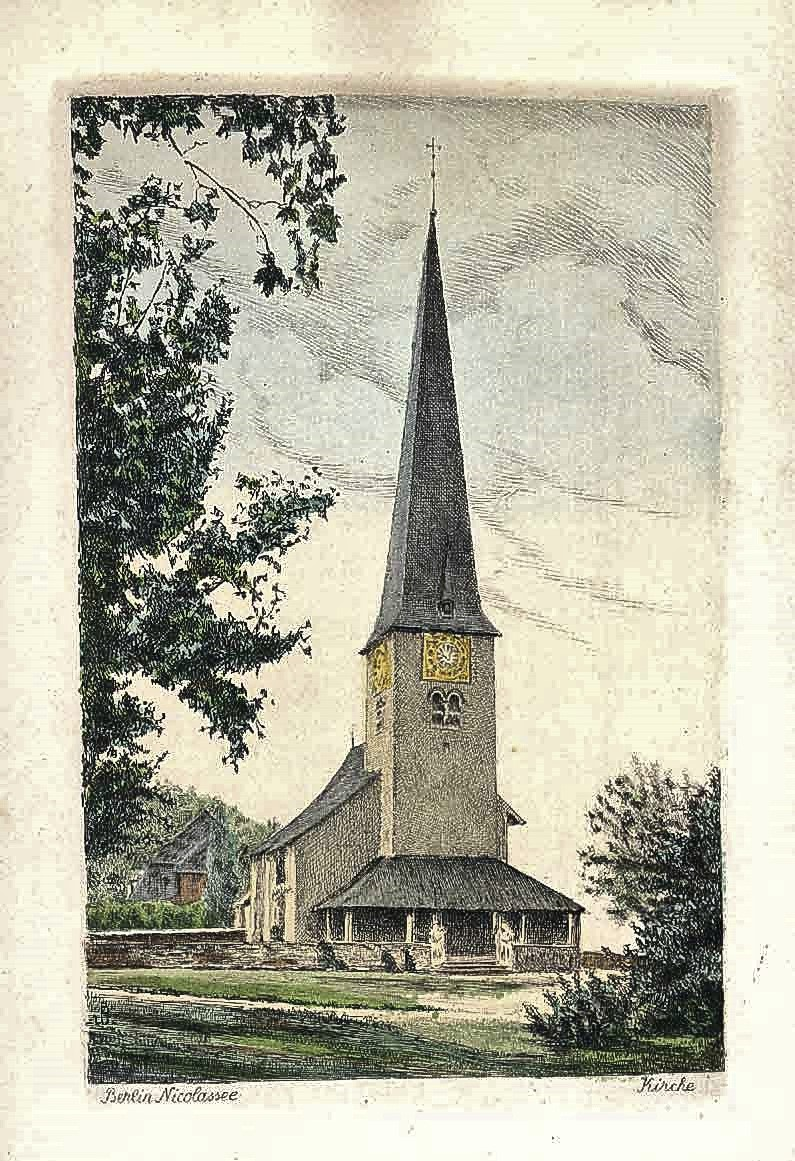
Kirche Nikolassee

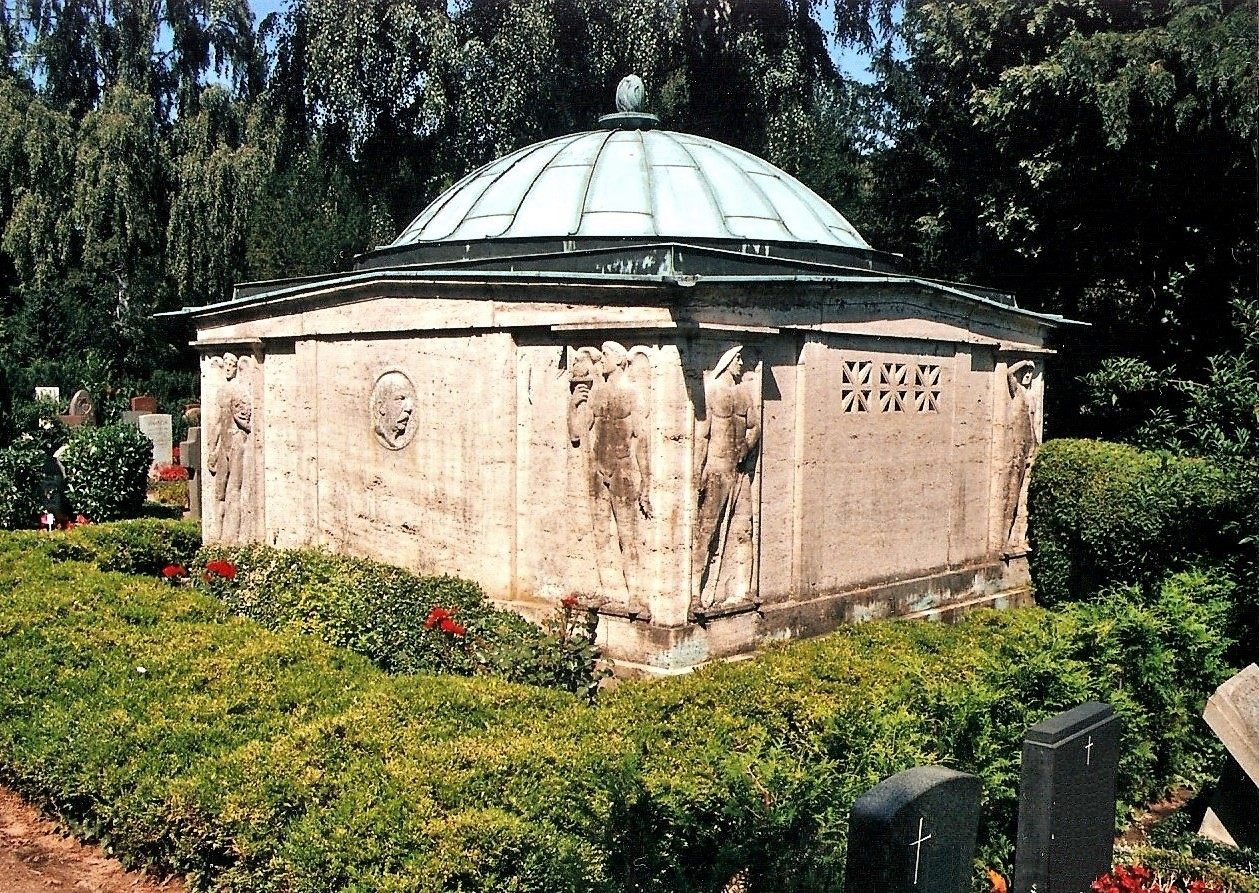
Lübecker Burgtorfriedhof, Mausoleum für Emil Possehl

- 1901–1903: Friedrich-Bergius-Schule in Berlin-Friedenau (mit Paul Engelmann)[12]
- 1903–1904: Bürogebäude Universitätsstraße 3B Georgenstraße 37 & 38 in Berlin-Mitte, Baudenkmal[13]
- 1904–1907: Einfamilienhausgruppe (mit Bluncks eigenem Haus) Burgunder Straße 8/10 in Berlin-Nikolassee, Baudenkmal[14]
- 1905: Landhaus Borsig in Berlin-Tegel, Baudenkmal[15]
- 1906–1907: Wohnhaus Otto-Erich-Straße 9 in Berlin-Wannsee, Baudenkmal[16]
- 1907: Eigenes Wohnhaus, Burgunder Straße 10 in Berlin-Nikolassee, Baudenkmal[17][18]
- 1909–1910: evangelische Kirche Nikolassee, Baudenkmal[19]
- 1909: Villa Lindenallee 20 in Berlin-Westend, Baudenkmal[20]
- 1911: Wohn- und Geschäftshaus Steinstraße 38 in Brandenburg an der Havel, Baudenkmal[21]
- 1912: Herrenhaus in Sauen, Baudenkmal[22]
- 1913–1914: Evangelisches Gemeindehaus Erich-Kästner-Platz 1 in Cottbus, Baudenkmal[23]
- 1913–1917: Kaiser-Wilhelm-Volkshaus in Lübeck, nicht ausgeführt
- 1913–1914: Wohnhaus Kleiststraße 21 in Berlin-Zehlendorf, Baudenkmal[24]
- 1921–1922: Änderung des Grabmals für Emil Possehl in Lübeck auf dem Allgemeinen Gottesacker als Gemeinschaftsarbeit mit dem Bildhauer Pagels[25]
- 1921–1924: Hochbauten auf dem Friedhof Heerstraße in Berlin, Baudenkmal[26]
- 1928/29: Pfarrhaus der Evangelischen Kirchengemeinde Kranzallee 13 in Berlin-Westend, Baudenkmal[27]
- 1930–1931: Bahnhofsiedlung Spremberg Bahnhofsvorplatz 1–12 in Spremberg, Baudenkmal[28]
- 1934–1936: Umbau ehemalige Malzdarre (heute Jugendherberge) Klosterplatz 3 in Cottbus, Baudenkmal[29]

### Schriften
- Hochschulunterricht und Denkmalpflege. In: Die Denkmalpflege, Jg. 12, 1910, S. 108–110.
- Denkmalpflege und Städtebau. Ernst und Sohn, Berlin 1913. (= Städtebauliche Vorträge, Band 6, Heft 2).
- Schinkel und die Denkmalpflege. (Festrede, gehalten im Architekten-Verein zu Berlin zum Schinkelfeste am 13. März 1916) Ernst und Sohn, Berlin 1916.
- Über Freiheit in der Erziehung zur Baukunst an der Technischen Hochschule. (Rede, gehalten beim Antritt des Rektorates an der Technischen Hochschule zu Berlin (...) am 1. Juli 1922) Markwart-Verlag, Berlin 1922.